# Reading, Pennsylvania
Reading (/ˈrɛdɪŋ/ RED-ing) là một thành phố thủ phủ quận Berks đông nam tiểu bang Pennsylvania, Hoa Kỳ. Reading là thành phố chính của Vùng Reading mở rộng. Thành phố có diện tích  km², dân số theo điều tra năm 2000 của Cục điều tra dân số Hoa Kỳ là 88.082 người. Đây là thành phố đông dân thứ năm ở tiểu bang và là khu tự quản đông dân thứ 6.